# 2011年世界大學生夏季運動會西洋棋比賽
2011年世界大學生夏季運動會西洋棋比賽於2011年8月15日至21日於深圳會展中心5樓梅花廳舉行。比賽共分為3個項目，分別為男子個人賽、女子個人賽和混合團體賽。

## 賽事

### 獎牌榜
| 排名 | 国家／地区    | 金牌 | 银牌 | 铜牌 | 總數 |
| ---- | ------------- | ---- | ---- | ---- | ---- |
| 1    | 中国（CHN）   | 3    | 1    | 2    | 6    |
| 2    | 蒙古（MGL）   | 0    | 1    | 0    | 1    |
| 2    | 乌克兰（UKR） | 0    | 1    | 0    | 1    |
| 4    | （GEO）       | 0    | 0    | 1    | 1    |
| 總數 | 總數          | 3    | 3    | 3    | 9    |

### 項目
| 項目     | 金牌                 | 银牌                                  | 铜牌               |
| 男子個人 | 李超 · 中国（CHN）   | 王皓 · 中国（CHN）                    | 王玥 · 中国（CHN） |
| 女子個人 | 谭中怡 · 中国（CHN） | Batkhuyagiin Möngöntuul · 蒙古（MGL） | 黄茜 · 中国（CHN） |
| 混合團體 | 中国（CHN）          | 乌克兰（UKR）                         | （GEO）            |

## 外部連結
- 赛事结果  - 国际象棋